# Zigzag Pass
Der Zigzag Pass (englisch für Zickzackpass) ist ein Gebirgspass auf Südgeorgien. Im westlichen Teil der Wilckenskette führt er vom Kohl-Plateau zum Kopfende des Esmark-Gletschers.
Das UK Antarctic Place-Names Committee benannte ihn 1982 nach der Faltung des Gesteins auf diesem Pass im Zickzack-Muster.